# Дьюи. Кот из библиотеки, который потряс весь мир
«Дьюи: Кот из библиотеки, которого полюбил весь мир» или «Дьюи. Кот из библиотеки, который потряс весь мир» (англ. Dewey: The Small-Town Library Cat Who Touched the World) — бестселлер Вики Майрон в жанре nonfiction, опубликованный в сентябре 2008 года. Описывает жизнь кота Дьюи, жившего в публичной библиотеке городка Спенсер в штате Айова.

## Сюжет
Книга рассказывает о жизни кота Дьюи, начиная с того холодного зимнего утра 28 января 1988 года, как котёнка-подкидыша нашли в ящике для возврата книг, о днях его славы, и заканчивая его смертью в 2006 году. Рассказывает Вики Майрон, которая заботилась о коте, и о себе: своём детстве, судьбе матери-одиночки, карьере библиотекаря, борьбе с онкологическим заболеванием.
Книга содержит географические, исторические и экономические отступления и размышления о жизни городских и сельских жителей штата Айова 1980-х годов.
Библиотековед Эдуард Сукиасян назвал книгу настоящей «энциклопедией библиотечной жизни», отметив, как живо и точно описаны в ней как подробности работы библиотеки, так и та социальная роль, которую должна играть городская библиотека.

## Успех книги
Издательство Grand Central Publishing заплатила Вики Майрон, директору этой библиотеки, и её соавтору Брету Виттеру 1,2 млн долларов за права на биографию кота.
В Соединённых Штатах был также выпущен адаптированный для детей вариант книги, под названием «Dewey: The True Story of a World-Famous Library Cat», в котором было опущено большинство «взрослых» подробностей.